# آرمن گارو
گارگین پاسدرماجیان (ارمنی: Գարեգին Փաստրմաճեան مشهور به آرمن گارو (ارمنی: Արմեն Գարո؛ زادهٔ ۹ فوریهٔ ۱۸۷۲ – درگذشته ۲۳ مارس ۱۹۲۳) یک سیاست‌مدار و کنشگر ملی‌گرا اهل ارمنستان بود. وی عضو فدراسیون انقلابی ارمنی بود. وی یکی از طراحان عملیات اشغال بانک عثمانی در پاسخ به کشتار حمیدیه و عملیات نمسیس که در آن تعدادی از عاملین نسل‌کشی ارمنی‌ها ترور شدند. بین سال‌های ۱۹۱۸ و ۱۹۲۰ سفیر اولین جمهوری ارمنستان در ایالات متحده آمریکا بود.

## زندگی خصوصی
وی پدر هراند پاسدرماجیان نویسنده کتاب «تاریخ ارمنستان» بود

## نگارخانه

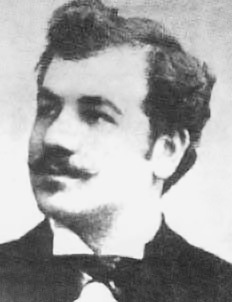